# James Scanlon
James Robert Scanlon (ur. 28 września 2006) – gibraltarski piłkarz występujący na pozycji pomocnika w Manchesterze United. Reprezentant Gibraltaru.

## Kariera klubowa
Pierwsze juniorskie treningi odbywał w klubie Derby County, z którego w wieku 15 lat dołączył do Manchesteru United.

## Kariera reprezentacyjna
21 marca 2024 roku zadebiutował w seniorskiej reprezentacji Gibraltaru w przegranym 0:1 meczu z Litwą, zmieniając w 74 minucie spotkania Liama Walkera.